# Roger Perrinjaquet
Roger Perrinjaquet (* vor 1935; † 9. März 2000) war ein Schweizer Erfinder. Er gilt als Erfinder des elektrischen Pürierstabs (Stabmixer).

## Erfindung des Pürierstab
1950 meldete Perrinjaquet einen «appareil ménager portatif» (deutsch:  tragbares Küchengerät) zum Patent an. Der neue Mixer erhielt den Namen Bamix als Abkürzung aus den französischen «battre et mixer» (deutsch: schlagen und mixen). 1954 verkaufte Perrinjaquet seine Patente an die Firma ESGE KG, die ein Jahr zuvor von den Herren Spingler und Gschwend gegründet worden war. Ab Ende 1954 produziert diese Firma die ersten Stabmixer in ihrer Fabrik in Deutschland. Nach Angaben der ESGE AG hat Perrinjaquet 1950 mit seinem Patent den ersten tragbaren Stabmixer der Welt beschrieben.
Heute produziert die ESGE AG in Mettlen/Schweiz den Bamix wie auch den ESGE Zauberstab (für Deutschland) zu 100 % in der Schweiz. Vertrieben wir der Bamix in mehr als 40 Ländern durch mehrheitlich exklusive Distributoren.

## Weitere Patente
Perrinjaquet hat weitere Patente erstellt, wie beispielsweise am 17. Februar 1959 eine Nähmaschine mit der englischen Bezeichnung Drop-Head Machine. Im Jahre 1967 erfand er für die Firma Mattel eine Spielzeugrennbahn.